# Bangaon
Bangaon è una città dell'India di 102.115 abitanti, situata nel distretto dei 24 Pargana Nord, nello stato federato del Bengala Occidentale. In base al numero di abitanti la città rientra nella classe I (da 100.000 persone in su).

## Geografia fisica
La città è situata a 23° 4' 0 N e 88° 49' 0 E e ha un'altitudine di 6 m s.l.m..

## Società

### Evoluzione demografica
Al censimento del 2001 la popolazione di Bangaon assommava a 102.115 persone, delle quali 52.489 maschi e 49.626 femmine. I bambini di età inferiore o uguale ai sei anni assommavano a 10.003, dei quali 5.107 maschi e 4.896 femmine. Infine, coloro che erano in grado di saper almeno leggere e scrivere erano 77.574, dei quali 42.570 maschi e 35.004 femmine.